# Turbonilla middendorfi
Turbonilla middendorfi är en snäckart som beskrevs av Bartsch 1927. Turbonilla middendorfi ingår i släktet Turbonilla och familjen Pyramidellidae. Inga underarter finns listade i Catalogue of Life.